# Leptosynapta crassipatina
Leptosynapta crassipatina är en sjögurkeart som beskrevs av Hubert Lyman Clark 1924. Leptosynapta crassipatina ingår i släktet Leptosynapta och familjen masksjögurkor. Inga underarter finns listade i Catalogue of Life.